# Kozluyazı, Şehitkamil
Kozluyazı là một xã thuộc huyện Şehitkamil, tỉnh Gaziantep, Thổ Nhĩ Kỳ.